# Казацкая волость (Херсонский уезд)
Казацкая волость — административно-территориальная единица Херсонского уезда Херсонской губернии.
По состоянию на 1886 состоялf из 5 поселений, 5 сельских общин. Население 1459 человек (717 мужского пола и 742 женского), 282 дворовых хозяйства.
|                        | Площадь, десятин | В том числе пахотной, дес. |
| ---------------------- | ---------------- | -------------------------- |
| Сельских общин         | 1424             | 1032                       |
| Частной собственности  | 33 990           | 12 123                     |
| Казённой собственности | 1                | -                          |
| Другой собственности   | -                | -                          |
| В общем                | 35 415           | 13 155                     |

Самое большое поселение волости:
- Казацкое — село при реке Козак в 65 верстах от уездного города, 537 человек, 97 дворов, лавка. За 3 версты — два рыбных завода, за 5 вёрст — два рыбных завода, за 7 вёрст — рыбный завод, за 9 вёрст — почтовая станция, рыбный завод, земская станция.